# Campeonato Asiático de Atletismo de 2013 - 1500 m feminino
A prova dos 1500 metros feminino do Campeonato Asiático de Atletismo de 2013 foi disputada no dia 5 de julho de 2013 no Shree Shiv Chhatrapati Sports Complex em Pune, na Índia. 

## Recordes
Antes desta competição, os recordes mundiais e do campeonato nesta prova eram os seguintes:
|                       | Nome             | Nacionalidade | Tempo     | Local  | Data                   |
| --------------------- | ---------------- | ------------- | --------- | ------ | ---------------------- |
| Recorde mundial       | Qu Yunxia        | China         | 3m 50s 46 | Pequim | 11 de setembro de 1993 |
| Recorde do campeonato | Sinimole Paulose | Índia         | 4m 12s 69 | Amã    | 29 de julho de 2007    |
| Recorde asiático      | Qu Yunxia        | China         | 3m 50s 46 | Pequim | 11 de setembro de 1993 |

## Medalhistas
| Ouro                   | Prata             | Bronze                |
| Betlhem Desalegn (UAE) | Mimi Belete (BHR) | Ayako Jinnouchi (JPN) |

## Cronograma
Todos os horários são locais (UTC+5:30).
| Data       | Hora  | Evento |
| ---------- | ----- | ------ |
| 5 de julho | 18:10 | Final  |

## Final
A final da prova ocorreu dia 5 de julho às 18:10.
| Posição           | Atleta             | Nacionalidade          | Tempo   | Notas |
| ----------------- | ------------------ | ---------------------- | ------- | ----- |
| Medalha de ouro   | Betlhem Desalegn   | Emirados Árabes Unidos | 4:13.67 |       |
| Medalha de prata  | Mimi Belete        | Bahrein                | 4:14.04 |       |
| Medalha de bronze | Ayako Jinnouchi    | Japão                  | 4:16.73 |       |
| 4                 | Sini Markose       | Índia                  | 4:17.14 |       |
| 5                 | Jaisha Orchatteri  | Índia                  | 4:20.11 |       |
| 6                 | Jhuma Khatun       | Índia                  | 4:22.52 |       |
| 7                 | Gulshanoi Satarova | Quirguistão            | 4:23.26 |       |
| 8                 | Irina Moroz        | Uzbequistão            | 4:24.30 |       |
| 9                 | Do Thi Thao        | Vietname               | 4:26.31 |       |
| 10                | Tatyana Neroznak   | Cazaquistão            | 4:34.24 |       |
| 11                | Lismawati Ilang    | Indonésia              | DNS     |       |

Legenda
| Recorde mundial       | Recorde mundial (World record)               |                       | Recorde africano                      | Recorde africano (African) |                                           | Q | Classificado por posição (Qualified) |
| Recorde do campeonato | Recorde do campeonato (Championship record)  | Recorde da América    | Recorde da América (Americas)         | q                          | Classificado por melhor tempo (Qualified) |   |                                      |
| Melhor marca do ano   | Melhor marca do ano (World leading)          | Recorde asiático      | Recorde asiático (Asian)              | DNS                        | Não largou (Did not start)                |   |                                      |
| Recorde nacional      | Recorde nacional (National record)           | Recorde europeu       | Recorde europeu (European)            | DNF                        | Não terminou (Did not finish)             |   |                                      |
| Recorde pessoal       | Recorde pessoal do atleta (Personal best)    | Recorde da Oceania    | Recorde da Oceania (Oceania)          | DSQ / DQ                   | Desclassificado (Disqualified)            |   |                                      |
| Recorde da temporada  | Recorde da temporada do atleta (Season best) | Recorde sul-americano | Recorde sul-americano (South America) | NM                         | Sem marca (No mark)                       |   |                                      |